# Rudolf Sieger
Rudolf Sieger (né le 23 novembre 1867 à Cracau, un quartier de Magdebourg, mort le 4 avril 1925 à Laage) est un peintre allemand.

## Biographie
Rudolf Sieger prend des cours particuliers à Düsseldorf avec Vincent Deckers et à Munich avec Lovis Corinth, dont il est le premier étudiant. Il est également un ami proche de Corinth et un modèle pour sa représentation de Luther.
De 1896 à 1902, il vit à Munich et au bord du lac de Starnberg, de 1902 à 1908 à Blankenburg (Harz). Après cela, Rudolf Sieger s'installe dans le nord de l'Allemagne. De 1908 à 1918, il vit à Bad Doberan où, en 1909, 1910 et 1913, Lovis Corinth est l’invité de son ancien élève. De 1914 à 1916 environ, Kate Diehn-Bitt reçoit ses premiers cours de dessin de Sieger. À partir de 1918, Sieger a sa résidence à Laage et maintient un petit studio à Rostock. Il devient également membre de l'Association des artistes de Rostock (de).
Ses œuvres sont principalement des natures mortes, des fleurs et des paysages. En 1926, une exposition commémorative est organisée au musée de Rostock par l'Association des artistes de Rostock. Le catalogue contenait 125 œuvres.